# 家根祥多
家根 祥多（やね よしまさ、1953年6月9日 - 2001年4月28日）は、日本の考古学者。立命館大学文学部教授。

## 来歴
兵庫県神戸市東灘区に生まれる。1983年に京都大学大学院文学研究科博士課程中退。
1983年から帝塚山大学教養学部助手を経て、1985年から京都大学研修員。その間1986年から1988年までドイツ（当時西ドイツ）のボン大学に留学。
その後、立命館大学文学部助教授、1996年から同教授を務めた。
2001年4月28日逝去。

## 主な業績
- 縄文時代晩期土器編年
  - 滋賀県滋賀里遺跡出土資料により、近畿地方晩期土器編年として示された滋賀里編年において、滋賀里Ⅱ式-滋賀里Ⅲ式間の隔たりを指摘[1]。従来の滋賀里Ⅲ式を滋賀里Ⅲb式とし、新たに滋賀里Ⅲa式を設定。後に滋賀里Ⅲb式を兵庫県篠原中町遺跡出土資料を基に細分し、滋賀里Ⅲb式を篠原式（古・中・新段階）とすることを提唱した[2]。また、大阪府長原遺跡の発掘調査報告書内で、縄文晩期最終末の型式として長原式を設定した[3]。
- 縄文土器と弥生土器の系統
  - 縄文土器と弥生土器の製作技法において、粘土の調整方法や積み上げ方法が異なり、弥生前期の土器と朝鮮無文土器が同様であることを指摘[4]。これにより、縄文土器と弥生土器は同じ系統のものではなく、半島から渡来したものであったことが判明した。